# Stazione spaziale Tiangong
La Stazione spaziale Tiangong (in cinese 天宫S, TiāngōngP, lett. "Palazzo Celeste") è una stazione spaziale modulare cinese, parte del quarto programma di stazioni permanenti nello spazio della storia (dopo le Saljut, Skylab, la Mir e la ISS). Svolgerà per lo più missioni scientifiche e la sua costruzione è stata spinta dal governo cinese anche per l’impossibilità di partecipare al progetto ISS. La sua costruzione è avvenuta nell'arco di 11 missioni tra il 2021 e il 2023. Il primo modulo è stato lanciato il 29 aprile 2021 alle 03:23 UTC, dal centro spaziale di Wenchang sull'isola di Hainan.
La costruzione della stazione si basa sull'esperienza maturata dai suoi precursori, Tiangong-1 e Tiangong-2 all'interno del Programma Tiangong.

## Sviluppo
La costruzione della stazione spaziale è cominciata con il lancio del modulo principale Tianhe il 29 aprile 2021, a cui seguiranno altre 10 missioni, per terminare la costruzione nel 2023. Oltre al lancio dei tre moduli Tianhe, Wentian e Mengtian, comprendono 4 missioni cargo e 4 con equipaggio, per un totale di 11 missioni. Le missioni cominceranno più tardi del previsto per via di alcuni problemi avuti con il lanciatore Lunga Marcia 5 nel 2017, che riprenderà i lanci nel 2020 con le missioni Tianwen-1 e Chang'e 5. Il 2 settembre 2019, a Pechino, si è conclusa con successo la revisione finale del modulo Tianhe. Il 24 maggio 2020 Zhou Jianping, ingegnere capo delle missioni spaziali cinesi con equipaggio, ha annunciato l'avvio dell'addestramento di 18 astronauti selezionati tra le forze armate e, per la prima volta, tra il personale civile. È la terza selezione, dopo la seconda nel 2010 di 7 astronauti e la prima nel 1998 di 14 astronauti. Nel 2020 gli astronauti cinesi si stanno allenando alle missioni spaziali in piscina per simulare l'assenza di peso. Le missioni con equipaggio verranno effettuate con la capsula di nuova generazione, che ha fatto il suo primo volo di prova senza equipaggio il 5 maggio 2020. Completato l'assemblaggio, verrà lanciato anche il telescopio spaziale Xuntian, da porre nella stessa orbita della stazione per facilitarne la manutenzione, con lancio previsto per il 2024.

### Contributi da altri Stati
L'Italia aveva già da tempo interesse a cooperare con la Cina in campo spaziale e nel 2018 era arrivato il via libera a valutare la partecipazione italiana al programma Tiangong 3. La Cina avrebbe identificato la costruzione di un modulo abitativo da parte di Thales Alenia Space ed era stato ribadito anche al memorandum di Conte avuto nel marzo 2019 con Xi Jinping. L'Italia, però, ha anche interesse a prendere parte al programma statunitense Artemis, per il quale la NASA è contraria a condivisioni tecnologiche con la Cina. A metà luglio 2019, in occasione del cinquantesimo anniversario dello sbarco sulla Luna si celebra il partenariato tra Italia e Stati Uniti nelle missioni spaziali con la quale, in attesa anche della ministeriale ESA a Siviglia, aumentano gli interessi per il ritorno sulla Luna e per i futuri programmi europei. Nel novembre 2019, in occasione della riunione del Comint (comitato interministeriale per le politiche spaziali e aerospaziali) presieduta da Riccardo Fraccaro venne approvata “la delibera che definisce le linee politiche per la cooperazione con la Cina relativamente alla Stazione spaziale cinese e la partecipazione italiana al programma lunare della Nasa”, che ha segnato la "retromarcia" verso la stazione spaziale cinese.

## Caratteristiche
La stazione spaziale Tiangong orbiterà tra 340 e 450 km di quota dalla superficie, in orbita terrestre bassa, e con un'inclinazione di 43° per consentire lanci anche dal centro spaziale di Jiuquan, a nord della Cina. Sarà composta da tre moduli, due laboratori e un core module, ma con la possibilità di aggiungerne altri tre e ospiterà tre astronauti a giro di 6 mesi. Una volta assemblata, la stazione avrà una forma a T, con il modulo centrale e i due laboratori agganciati sui lati, per un volume abitabile complessivo di 110 m³ (a confronto la ISS conta 425 m³). Rispetto alle precedenti stazioni Tiangong 1 e 2 la Cina svilupperà un sistema di supporto vitale e di riciclaggio delle risorse per gli astronauti a bordo. Per ridurre i consumi di propellente la stazione avrà dei propulsori ionici ad alimentazione elettrica e per le comunicazioni ogni modulo disporrà di sistema wireless, oltre a comunicare con il suolo in banda S. A bordo della stazione saranno svolte soprattutto attività scientifiche, come l’astronomia, le scienze della vita nello spazio, la biotecnologia, la microgravità, la fisica di base e la fisica dei materiali e si prevede anche l'aggiunta di una piattaforma esterna per esperimenti e attività extra-veicolari.
Una volta completata, la stazione sarà accompagnata dal telescopio spaziale Xuntian, con un campo di vista circa 300 volte maggiore di quello di Hubble. A causa della bassa stabilità della stazione per garantire immagini di qualità, il telescopio non può restare agganciato alla Tiangong 3 e per questo motivo si è preferito porlo nella stessa orbita in modo da agganciarsi per attività di manutenzione.

## Moduli

### Tianhe

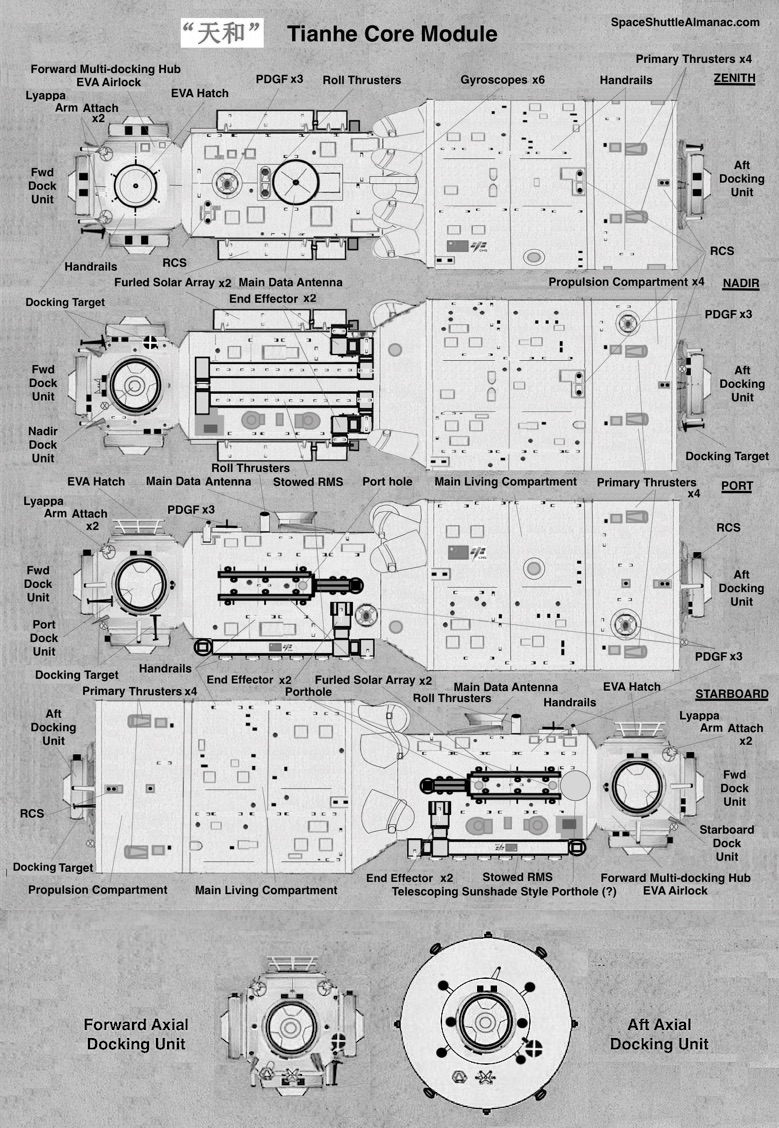
Modulo Tianhe

Il cuore della stazione è costituito dal modulo Tianhe (in cinese 天和S, TiānhēP, lett. "Pace Celeste"), lungo 16,6 m, con diametro massimo di 4,2 m, peso di 22,5 t e con uno spazio pressurizzato di 50 m³, sufficienti per un soggiorno prolungato di tre astronauti. Il modulo ha un telaio realizzato in lega di alluminio 5A06 e si divide in tre sezioni: un nodo di aggancio frontale, un'area pressurizzata e un compartimento di servizio a poppa, attraversato da un passaggio pressurizzato per un altro punto di aggancio posteriore. Esternamente dispone di due pannelli solari, di due punti di aggancio per il payload e di un braccio robotico per le operazioni extra-veicolari con una capacità di carico di 25 t. Il Modulo Tianhe disporrà di un nodo di collegamento con 5 punti di aggancio, simile ai precedenti DOS-7 e Zvezda, e controllerà l'assetto di volo della stazione, oltre ad ospitare gli alloggi degli astronauti. Il portello rivolto verso la Terra funge da camera di compensazione per le passeggiate spaziali. La sezione pressurizzata centrale ha un diametro ridotto a 3,35 m, mentre il portello di poppa è collegato ad essa attraversando la sezione di servizio, che ospita i motori principali, i serbatoi, i sistemi di comunicazione e di alimentazione. Tianhe ha un'alimentazione di 100 V e, in caso di problemi ai pannelli solari, dispone di batterie allo zinco-argento.

### Wentian

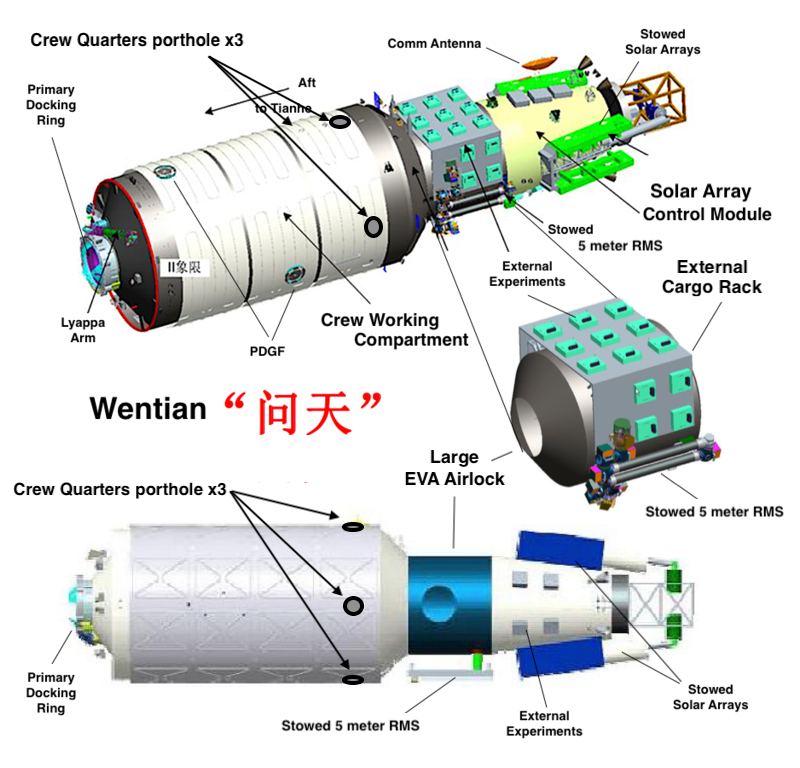
Modulo Wentian

Il laboratorio Wentian è diviso in tre sezioni, che comprendono uno scomparto pressurizzato di lavoro, un airlock centrale e uno scomparto di servizio. Svolge anche ruoli di controllo secondario. Lo scomparto di lavoro, oltre a offrire spazio per scopi scientifici, può fungere come area di stoccaggio. Dispone di due coppie di pannelli solari, il braccio secondario della stazione, 30 rack esterni e 26 interni.
Wentian è stato lanciato con successo il 24 luglio 2022 con il razzo Lunga Marcia 5B.

### Mengtian

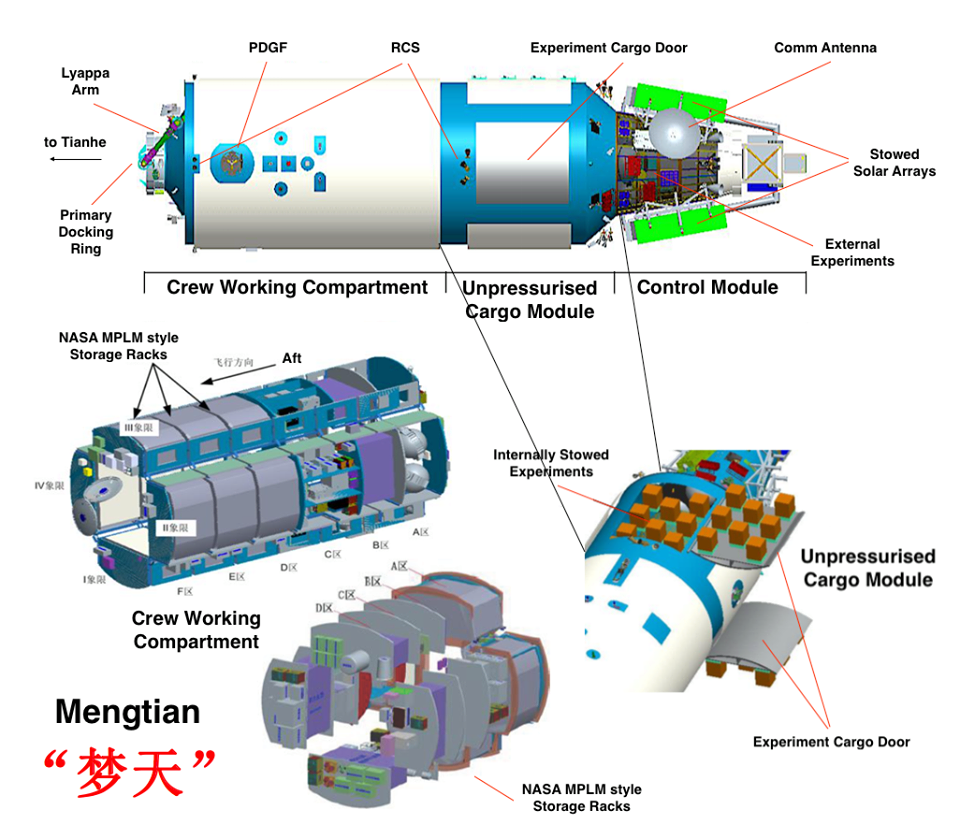
Modulo Mengtian

Il laboratorio Mengtian è diviso in tre sezioni, la prima delle quali pressurizzata, la seconda di applicazione non pressurizzata e la terza di servizio non pressurizzata. Dispone di due coppie di pannelli solari, 37 rack esterni e 26 interni.